# Rio Paciência (Maranhão)
O rio Paciência é um curso de água que banha a ilha de Upaon-Açu, no Maranhão, Brasil. Atravessa os quatro municípios da ilha: São Luís, São José de Ribamar, Paço do Lumiar e Raposa.
Sua principal nascente está localizada no tabuleiro do Tirirical, próxima à Universidade Estadual do Maranhão (UEMA), com direção preferencial de nordeste e desembocando na baía de Curupu, próximo a Ilha de Curupu, após percorrer cerca de 27,3 km.
A malha hidrográfica da sua bacia é constituída pelos rios Paciência, Saramanta, Prata, Itapiracó, Santa Rosa, Miritiua e pelos igarapés Cumbique, Iguaíba, Grande, Pindoba, Cristóvão, Cajueiro, Maiobão, Genipapeiro, Cohab, Cohatrac e riachos Gangan e Turu, dentre outros, com uma área total de 145,7 Km². É limitada pelos divisores da bacia oceânica ao norte, Bacia do rio Anil à oeste e Bacia Jeniparana ao sul.

## Sistema Paciência I e II
Trata-se de rio de elevada importância para o abastecimento urbano, pois em sua bacia hidrográfica se localiza uma reserva de água subterrânea utilizada pelo Sistema de Abastecimento de Água Subterrânea Paciência I e II, pertencente à Caema, formado por poços tubulares e abastecendo cerca de 150 mil pessoas, em bairros como Cohab, Cohatrac, Itapiracó, Planalto Anil, Cohab Anil, Cruzeiro do Anil, São Bernardo, Forquilha, Planalto Pingão, Aurora, dentre outros.
Em 2018, o sistema foi ampliado com a construção de novos poços e estação elevatória.

## Conservação
Assim como outros rios da capital, também é bastante afetado pela urbanização, ocupação de suas margens, desmatamento, poluição por esgotos e assoreamento. Tal situação pode ser agravada com a recente expansão imobiliária de condomínios residenciais em São José de Ribamar e Paço do Lumiar, ao longo das estradas de Ribamar (MA-201) e da Maioba (MA-202) e da MA-204 (na localidade conhecida como Beira Rio), alagadas pelo rio durante chuvas fortes. Outros fatores de risco ao rio são a canalização e retificação de seus afluentes (como o canal da Cohab e o canal do rio Gangan) e a construção de pontes.
A localidade Porto de Mocajituba, em Paço do Lumiar, próximo à sua foz, e onde vive uma comunidade de pescadores e marisqueiros, também sofre com a extração de areia.
O uso inadequado do solo pode provocar sérios danos ao aquífero do Sistema Paciência, com a impermeabilização do solo e contaminação das águas, o que pode vir a prejudicar o abastecimento urbano na cidade de São Luís, necessitando-se preservar as suas áreas de recargas de águas subterrâneas.
A Área de Proteção Ambiental do Itapiracó abriga as nascentes da microbacia do riacho Itapiracó, integrante da bacia hidrográfica do rio Paciência, incluindo zonas de matas de galeria, conservando mais de 200 espécies de fauna e flora amazônicas, além de ser um importante centro de lazer da capital. Também há vegetação preservada no entorno do Aeroporto de São Luís, no Parque Independência, além de outros trechos de zona urbana. Nas proximidades do seu estuário, podem ser encontrados manguezais, com espécies de médio e grande porte como a Rhyzophora mangle, Avicennia  germinans, Avicennia schaueriana e Lagunculária  racemosa.